# Twist and Shout (EP)
Twist and Shout (EP)  es el primer EP de The Beatles. Fue publicado el 12 de julio de 1963. Solo fue lanzado en mono como cualquier EP por The Beatles. Parlophone lo catalogó GEP 8882. Este EP alcanzó el puesto n.º 4 en ventas de discos comunes, es el primer EP de la historia que en Inglaterra alcanzara el Top 10. Y alcanzó el número uno en ventas de EP.
El nombre de este EP connota que además de contener la canción "Twist and Shout", contiene canciones de Please Please Me. El lado A de este EP tiene canciones las cuales son covers, mientras tanto el lado B son canciones compuestas por John Lennon y Paul McCartney. Twist and Shout (EP) no tiene ningún sencillo de Please Please Me, ninguna de estas cuatro canciones se publicaron como sencillos.
En 1981 "Twist and Shout (EP)" fue compilado en The Beatles EP Collection en formato de discos de vinilo, y más tarde en 1992 en The Beatles Compact Disc EP Collection en formato de varios discos compactos.

## Lista de canciones
Todas las canciones escritas y compuestas por McCartney-Lennon, excepto donde está anotado. 
| Cara 1 |                                    |                     |          |  |
| N.º    | Título                             | Vocalista principal | Duración |  |
| 1.     | «Twist and Shout» (Medley-Russell) | Lennon              | 2:33     |  |
| 2.     | «A Taste of Honey» (Scott-Marlow)  | McCartney           | 2:05     |  |

| Cara 2 |                                |                     |          |  |
| N.º    | Título                         | Vocalista principal | Duración |  |
| 1.     | «Do You Want to Know a Secret» | Harrison            | 2:00     |  |
| 2.     | «There's a Place»              | Lennon              | 1:53     |  |